# Lorrainea
Lorrainea (лат.) — род насекомых из трибы Aedini семейства кровососущих комаров (Culicidae). Иногда рассматривается как подрод в составе рода Aedes . Юго-Восточная Азия.

## Описание
Вертекс (темя) с широкими прилегающими щетинками; прямые чешуйки ограничены затылком; глаза проститраются над усиковыми педицелями; межглазные чешуи отсутствуют; антенна самок длиннее хоботка, но короче хоботка у самцов; максиллярные щупики самок примерно 0,2 длины хоботка, с 5 пальпомерами, пальпомер 5 очень маленький и скрыт чешуей, максиллярные щупики самцов от 0,75 длины до чуть длиннее хоботка, пальпомеры 4 и 5 с не более чем несколькими щетинками; акростихальные щетинки (включая задние акростихалы) и дорсоцентральные щетинки присутствуют; скутеллюм с широкими чешуйками.
Незрелые стадии Lorrainea были обнаружены в фитотелматах, таких как скорлупа кокосовых орехов, пазухи пальм и отверстия в деревьях, а также искусственные контейнеры. Личинки Lorrainea lamellifera обнаружены в мангровых болотах, но немногочисленные самки кусали в середине дня и ранним вечером, что указывало на то, что либо люди не являются предпочтительными хозяевами, либо что кормление обычно может происходить в другое время дня или ночи. Мало что известно о биологии. Виды Lorrainea не имеют медицинского или экономического значения для человека.

## Систематика
Род Lorrainea рассматривается как таксон сестринский к родам (Alanstonea + Pseudarmigeres) + Heizmannia)) + Petermattinglyius, а эту кладу сестринской к кладе Lorrainea + (((Udaya + (Belkinius + Zeugnomyia)) + (Eretmapodites + Armigeres)).
Род Pseudarmigeres включают в трибу Aedini подсемейства Culicinae.
Выделяют 5 видов:
- Lorrainea amesii (Ludlow, 1903)
- Lorrainea celebrica (Mattingly, 1959)
- Lorrainea dasyorrhus (King & Hoogstraal, 1946)
- Lorrainea fumida (Edwards, 1928)
- Lorrainea lamellifera (Bohart & Ingram, 1946)